# فوونتاینهاد-ورچارد هیل (مریلند)
فوونتاینهاد-ورچارد هیل (به انگلیسی: Fountainhead-Orchard Hills) شهری در ایالت مریلند کشور ایالات متحده آمریکا است که جمعیت آن در سرشماری سال ۲۰۱۰ میلادی، ۵٬۶۶۶ نفر بوده‌است.